# Eduard Mezger

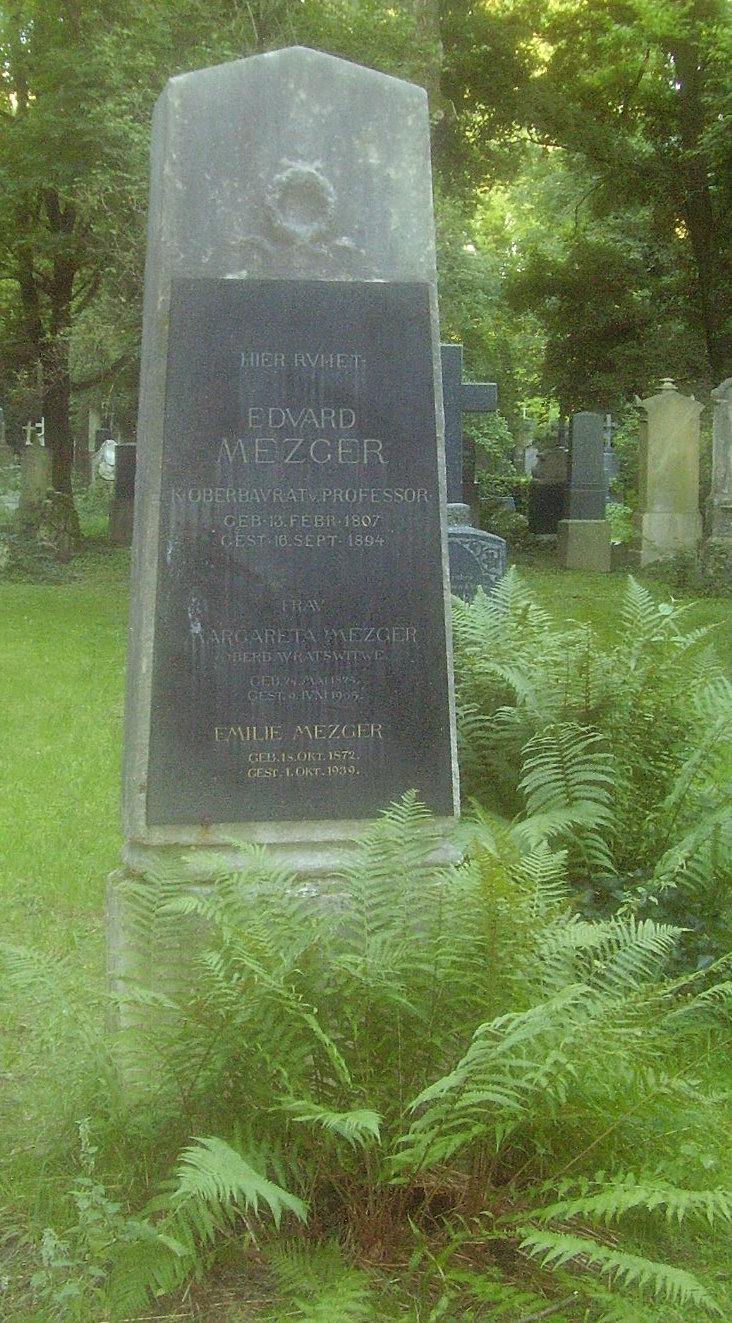
Mezgers gravställe.

Friedrich Eduard Mezger (efternamnet även stavat Metzger), född 13 februari 1807 i Pappenheim, död 16 september 1894 i München, var en tysk arkitekt och arkitekturskriftställare.
Mezger studerade i München och var 1825-28 lärjunge till Friedrich von Gärtner och Leo von Klenze. Genom den förstnämndes tillskyndan kallades han till Aten, där han deltog i utförandet av flera monumentala verk. År 1833 blev han professor vid Münchens tekniska universitet och 1846 Oberbaurat. Han ledde utförandet av en mängd byggnader samt fullbordade 1850-52 där det av Gärtner påbörjade Siegestor.